# Hydroporus macedonicus
Hydroporus macedonicus är en skalbaggsart som beskrevs av Hans Fery och Pesic 2006. Hydroporus macedonicus ingår i släktet Hydroporus och familjen dykare. Inga underarter finns listade i Catalogue of Life.